# Phyllanthus adianthoides
Phyllanthus adianthoides är en emblikaväxtart som beskrevs av Johann Friedrich Klotzsch. Phyllanthus adianthoides ingår i släktet Phyllanthus och familjen emblikaväxter. Inga underarter finns listade i Catalogue of Life.